# Bród-Szávamente megye
Bród-Szávamente (horvátul Brodsko-posavska županija) egy közigazgatási egység Kelet-Horvátországban, az egykori Pozsega és Valkó vármegye területén. Székhelye Bród. Délről a Száva határolja, melynek túlsó partja már Bosznia-Hercegovina, míg északról a Pozsegai-hegység, valamint a Dél-hegység választja el Pozsega-Szlavónia megyétől. Területének Szávához közel első része völgy jellegű síkvidék, míg északi részét dombvidékek és középhegységek tagolják. A 2001-es népszámláláskor 176.765 lakosa volt.

## Közigazgatás
2 város és 26 község (járás) alkotja a megyét. Ezek a következők:
(Zárójelben a horvát név szerepel.)
Városok:
- Bród (Slavonski Brod)
- Újgradiska (Nova Gradiška)

Községek:
- Bebrina
- Bukolya (Bukovlje)
- Csernek (Cernik)
- Davor
- Donji Andrijevci
- Dragalić
- Garcsin (Garčin)
- Gornji Bogićevci
- Felsőverba (Gornja Vrba)
- Gundinci
- Klakar
- Nagykopanica (Velika Kopanica)
- Ógradiska (Stara Gradiška)
- Okucsány (Okučani)
- Oprisavci
- Oriovac
- Podcrkavlje
- Resetár (Rešetari)
- Slavonski Šamac
- Staro Petrovo Selo
- Szibin (Sibinj)
- Sikirevci
- Sztupnok (Brodski Stupnik)
- Újkapela (Nova Kapela)
- Vrbje

## Népesség
Lakossága a 2001-es népszámlálás szerint 176 765 fő volt, ami Horvátország lakosságának 4%-a. Etnikailag a lakosság 94,0%-a horvát, 3,0%-a szerb, 0,3% cigány. Magyarnak mindössze 81-en vallották magukat, ami a teljes népesség 0,05%-a. Ezzel Bród-Szávamente megye egyike a Kárpát-medence azon térségeinek, amelyekben a legkevesebb magyar él – noha a trianoni békeszerződés előtt jelentős magyar lakossága volt.

## Külső hivatkozások
- Honlap